# Istarske Toplice
Istarske Toplice este o arie protejată (sit de importanță comunitară — SCI) din Croația întinsă pe o suprafață de 34,67 ha, integral pe uscat.

## Localizare
Centrul sitului Istarske Toplice este situat la coordonatele 45°22′47″N 13°52′45″E / 45.379846°N 13.879196°E.

## Înființare
Situl Istarske Toplice a fost declarat sit de importanță comunitară în iulie 2013 pentru a proteja 1 specie de plante.

## Biodiversitate
Situată în ecoregiunea mediteraneană, aria protejată conține 1 habitat natural: Pante stâncoase calcaroase cu vegetație casmofită.
La baza desemnării sitului se află o specie protejată de  plante: Moehringia tommasinii.